# Juan Pablo Gamboa
Juan Pablo Gamboa Cook, (Cali, Colômbia, 24 de novembro de 1966) é um ator colombiano radicado no México. Sua mãe nasceu nos Estados Unidos e seu pai na Colômbia. Juan Pablo tem mais três irmãos, mas ele foi o único que seguiu o caminho artístico da atuação.

## Biografia
Frequentou a escola no Colégio Bolivar em Cali, quando ele era um menino, estudou comunicação no Universidade Hofstra, em Nova York. Após a graduação, ele esteve atuado em várias peças de teatro, e onde trabalhou em produção e outras peças de teatro, também trabalhou como garçom, carpinteiro e pintor.
Juan Pablo Gamboa gravou uma novela na Colômbia em 1993, na qual seu personagem foi o protagonista da trama. Esta novela se chamava "Si nos dejan". Juan Pablo não tem planos de se tornar cantor, apesar de cantar e tocar violão muito bem.
Ele deixou a Colômbia para começar a trabalhar em Miami e quando quis voltar, já não era nem de lá nem de cá... Não era de lugar nenhum e, hoje é de todos os países onde trabalhou.
A formação de Juan Pablo na Colômbia, onde são feitos dramas inclinados para o naturalismo e a comédia, e ter se preparado profissionalmente em Nova York, onde a linguagem noveleira é desconhecida, resultou em sua atuação uma combinação interessante, diferente da que caracteriza as figuras do canal da Televisa.
De seu papel como bondoso médico em Esmeralda, atuando com Fernando Colunga e Letícia Calderón, passou a ser o grande vilão Willy que foi tão bem interpretado que conseguiu despertar a ira e o nojo do público.
La Usurpadora, protagonizada por Gabriela Spanic. Juan comenta que sua participação nesta novela não foi tão fácil porque tinha que lutar contra as gargalhadas de Gabriela Spanic.
Ele foi casado com Viviana Escobar com quem teve dois filhos: Mariana, Santiago.
O ator está casado com Juliana Ortega. E teve outro filho, Mateo. Atualmente tem quatro filhos, Mariana, Mateo, Juan e Santiago.

## Novelas
- La viuda negra(2014-15)...Norm Jones
- ¿Dónde está Elisa? (versão colombiana)(2012) ... Vicente Leon
- Secretos de familia (2010) .... Carlos Hidalgo
- Las detectivas y el Víctor (2009) .... Roberto Becker "El Jugador"
- Súper pá (2008) .... Nicolás Cortés
- Pura sangre (2007) .... Federico Lagos
- Vuelo 1503 (2005) .... Jorge Pineda
- La ley del silencio (2005) .... Leopoldo
- Ángel rebelde (2004) .... Camilo Salazar
- Niña... amada mía (2003) .... César Fábregas
- La Intrusa (2001) .... Esteban Fernández
- Aventuras en el tiempo .... Salvador
- Carita de ángel (2000) .... Noé Gamboa
- Alma rebelde (1999) .... Alessandro
- El diario de Daniela (1999) .... Pepe Linares
- La usurpadora (1998) .... Guillermo 'Willy' Montero
- Esmeralda (1997) .... Dr. Álvaro Lazcano
- Prisioneros del amor (1997) .... Juan Felipe Sáenz de la Peña
- Morelia (1995) .... Osvaldo Valenzuela

## Filmes
- Sniper:the ultimate kill (2017)... Patrick Walsh

- Kings of South Beach (2007) .... Danny Hayes
- Vampires: Los Muertos (2002) .... Gringo